# 陳潔儀
陳潔儀（Kit Chan，1972年9月15日—），新加坡女歌手及舞台劇演員。畢業於新加坡拉薩爾藝術學院戲劇表演學系。她於1997年參與演出由香港歌手張學友擔任藝術總監的音樂劇《雪狼湖》，因為獨特嗓音為人所熟悉。是被譽為「新加坡國寶」的著名華人流行歌手。

## 生平

### 早期生活
陳潔儀生長在三代同堂的家庭，小時候住新加坡的唐人街“牛車水”。
1989年，參加拉薩爾藝術學院舉辦的校際詞曲創作比賽，之後開始演唱廣告歌曲。1992年，陳潔儀獲海蝶音樂老闆許寰良賞識，而與其簽約並栽培。

### 事業初期（1993年—1996年）
1993年10月，在新加坡推出首張國語專輯《不要傷了和氣》。第一主打為《傷了和氣》，第二主打為《不要》，第三主打為與中國歌手郭峰合唱歌曲《心會跟愛一起走》。
1994年，與台灣立得唱片簽約，於同年11月推出在台灣的首張國語專輯《心痛》，專輯有6首歌是選自於新加坡推出的專輯《不要傷了和氣》。第一主打為《心痛》，這首歌曲使她得到民生報金曲龍虎榜冬季排行冠軍。第二主打為《傷了和氣》，第三主打為電影《我要活下去》主題曲《愛讓我犯錯》。此專輯在台灣銷量達20萬張。
1995年，與香港新藝寶唱片簽約，腳步再次跨越海洋，並規劃往中國大陸發展。同年6月，推出第二張國語專輯《逼得太緊》，第一主打為《逼得太緊》，這首歌曲令她得到台灣金曲龍虎榜年度總排行第六名。第二主打為《擔心》，這首歌曲令她奪得Channel V年度排行「中文Top 20榜中榜'95」的冠軍位置。第三主打為《拔河》，這首歌曲令她奪得新加坡新傳媒電台YES 933醉心頻道「新加坡金曲獎」之最佳本地歌手獎。同時此專輯的香港及星馬特別版還收錄《擔心》Repise版本及《心痛》不插電版本。同年7月，推出與台灣創作歌手潘協慶合唱歌曲《變了真心》，佔據台灣KTV排行榜高達4個月。
1996年，陳潔儀榮獲香港電台第十八屆十大中文金曲頒獎典禮最有前途新人獎之「最佳歌唱技巧獎」，及新城電台「勁爆流行音樂獎」之「九五國語金曲獎」銀獎。同年6月，推出第三張國語專輯《傷心》，第一主打為《傷心》，第二主打為《像男孩的男人》，第三主打為《喜歡你》，並同時在台灣舉辦全台巡迴歌友會。同年9月，獲專業人士與歌迷齊聲推薦為1996年新加坡歌壇天后。同年12月，乘勝推出第四張國語專輯《別讓我恨你》，第一主打為《別讓我恨你》，第二主打為《拖鞋》，第三主打《虧欠》。此專輯在台灣甫推出三日即進入IFPI排行榜，且令陳潔儀獲頒第8屆金曲獎「世界華人最佳國語女演唱人獎」。

### 走紅期（1997年—2001年）
1997年3月至4月，陳潔儀獲香港歌手張學友的賞識，在香港紅磡體育館參與音樂劇《雪狼湖》43場的演出，飾演「寧玉鳳」一角。同年11月在新加坡公演7場，其中此音樂劇當中的歌曲《等了又等》成為1997年香港TVB十大勁歌金曲第四季入選金曲。同年12月，推出首張粵語專輯《揭曉》，正式進軍香港歌壇。第一主打為《揭曉》，此歌為《傷了和氣》的粵語版，成為1998年香港TVB十大勁歌金曲第一季入選金曲。第二主打為《失蹤》，此歌為《感覺失蹤》的粵語版。第三主打為《分享孤獨》，第四主打為《我怕》。同時此專輯的星馬特別版還收錄《我怕》哼唱版本及《分享孤獨》啦啦版本。
1998年5月，推出第二張粵語專輯《有你愛過》，第一主打為雷頌德作曲的《有你愛過我》，第二主打為《轉彎抹角》，第三主打為《冰山一角》，第四主打為《傷愛》。同時此專輯的星馬特別版還收錄《迷信》國語版《看月亮》及《精挑細選》國語版《開車上路》，這兩首歌分別是新加坡新視電視連續劇《慾望街車》的主題曲及插曲。同年7月，為新加坡國慶慶典錄製主題曲國語版《家》及英文版《Home》。同年8月，推出第五張國語專輯《入戲太深》，第一主打為《再愛一回》，第二主打為 《等了又等》的國語版，第三主打為《入戲太深》，第四主打為《冰山一角》國語版《得寸進尺》，並擔任瑞士知名手錶Ebel新加坡代言人。同年11月，與香港歌手陳奕迅在灣仔香港會議展覽中心演出12場以已故著名歌星鄧麗君一生為藍本的音樂劇《漫步人生路》，飾演劇中主角鄧小君。同年12月，擔任新加坡第一任青年大使，並為麥當勞擔任新加坡代言人。
1999年1月，與香港歌手蘇永康合唱電影《玻璃樽》主題曲粵語版《來夜方長》及國語版《愛的正好》，其中國語版《愛的正好》獲新加坡 YES 933醉心頻道「新加坡金曲奖」之「最佳男女合唱歌曲金獎」。同年7月，擔任知名麥克風「Shure」亞洲區第一位女代言人。同年8月，台灣立得唱片與上華唱片正式結盟，推出第六張國語專輯《炫耀》，第一主打為《炫耀》，第二主打為《我真的愛錯》，第三主打為《變天》，第四主打為《限制級》。
同年11月，獲得新加坡YES 933醉心頻道「新加坡金曲奖」之「最佳本地歌手獎」，同時客串新加坡製作電影《吃風》的演出。
2000年1月，推出首張國語新歌加精選集《那天那夜》，收錄2首新歌及12首精選舊作，第一主打為《那天那夜》，第二主打為《輕佻》。同時亦推出第一本中英對照詩集《想入飛飛》，由台灣旺角出版社發行。同年4月，推出首張粵語新歌加精選集《最好》，收錄9首新歌加6首精選舊作，第一主打為《天使吻》，第二主打為《早去早回》，第三主打為《最好》，第四主打為《寂寞便找我》。同年6月，推出第七張國語專輯《蘿拉》，kit在這張專輯當中曲風和過往的專輯有很大的改變，第一主打為《蘿拉》，是一首拉丁味十足的中版情歌。第二主打為《一個人的圓舞曲》。第三主打為《你酷》，是kit出道以來唯一一首快歌。第四主打為《他不適合你》。第五主打為kit詞曲一手包辦的《終於忘記了你的生日》。此外這張專輯還收錄新加坡電視劇《家事》的同名主題曲重新作詞的版本《走過》，令她榮獲新加坡YES 933醉心頻道紅星大獎之「最佳電視劇主題曲獎」。同年11月，獲得新加坡YES 933醉心頻道「新加坡金曲奖」之「最佳本地歌手獎」及「2000年十大最受歡迎女歌手」第七名。同年8月，參與香港TVB電視劇《妙手仁心II》的演出，飾演阮朗平一角。
2001年3月，推出第三張粵語大碟《麻醉》，第一主打為香港TVB電視劇《妙手仁心II》的插曲《麻醉》。第二主打為與林保怡合唱歌曲《不知不覺》，此歌是《妙手仁心II》、《談談情·練練武》的插曲。第三主打為香港TVB電視劇《封神榜》片尾曲《每一生都等你》，此歌為《那天那夜》的粵語版。第四主打為《夜安》，同時此專輯星馬版還收錄新加坡宣明會的活動主題曲《願望》。同年5月，與張學友合唱TVB電視劇《酒是故鄉醇》主題曲《醉酒醉影》。 同年6月，於新加坡舉辦個人第一場售票演唱會《That's Kit 就是陳潔儀》。同年7月，參與新加坡優頻道電視劇《勝券在握》的演出，與秦漢演對手戲。同年8月，與劉以達合作單曲《孤獨頻盜》，收錄在劉以達《水底樂園》專輯。同年12月，於新加坡推出第二張國語新歌加精選集《喜歡·潔儀·喜歡》，收錄2首新歌及20首精選舊作，第一主打為新加坡優頻道電視劇《勝券在握》主題曲《握住我的手》，第二主打為新加坡優頻道電視劇《勝券在握》插曲《天天看到你的臉》。同時受邀參與台灣金馬獎演出，演唱黃鶯鶯經典名曲《葬心》。

### 後期（2002年—2006年）
2002年8月，於香港參與香港、荷蘭聯合製作多媒體音樂劇《千裡情牽》的演出，飾演女主角Kit。同年9月，推出第八張國語大碟《異想世界》，此專輯是華語歌壇第一張以電子沙發音樂為主的唱片，亦是陳親自擔任製作人的第一張唱片，而這張專輯收錄的大部分歌曲都是她在學生時代所創作的歌曲。第一主打為《謎》，第二主打為《我愛你》。同時此專輯特別收錄《早去早回》國語版《天冷就回來》，亦成為第三主打。同年10月，於新加坡濱海藝術中心參與新加坡、英國合作原創英語音樂劇《紫禁城：慈禧太後的肖像》的演出，飾演年輕時期的慈禧太后。
2003年2月至3月間，於台灣參與由春河劇團改編李宗盛歌曲之國語音樂劇《愛情有什麼道理》的演出，飾演梁靜君一角，後因迴響於同年11月至12月間加演續集。同年9月，於新加坡再度參與英語音樂劇《紫禁城：慈禧太后的肖像》的演出，原計演出13場，後因迴響加演至29場。同年10月，推出第九張國語大碟《懂得》，這張專輯和《異想世界》一樣曲風以電子沙發音樂為主。第一主打為kit詞曲一手包辦的《懂得》，第二主打為《珍重》，第三主打為英語音樂劇《紫禁城：慈禧太后的肖像》的主題曲《Why Dream Of Love》。而此專輯於2004年2月推出香港版《陳潔儀新曲加精選》，收錄韓劇《All In》粵語版主題曲《分書》。
2004年7月，於新加坡濱海藝術中心參與香港、荷蘭聯合製作多媒體音樂劇《千裡情牽》的演出，同時亦擔任新加坡優頻道《一藝孤行》的主持人。同年8月，推出第十張國語大碟《東彎土星》，這張專輯是她的電子沙發音樂系列專輯的最後一部曲，亦是她與海蝶音樂合作的最後一張唱片，此專輯推出後並宣佈暫別歌壇。同年12月，應歌神張學友之邀請，參與音樂劇《雪狼湖》國語版在中國內地及香港的演出，再次飾演寧玉鳳一角，並公演至2005年5月，其後由陳松伶接替演出。
2005年7月，Kit與蔡淳佳、何耀珊及其他新加坡歌手和音樂人為仁人家園的重建南亞海嘯災區計劃攜手推出合輯《聯手重建》，併合唱主題曲《一磚一瓦》，同時亦為新加坡體育理事會演唱馬尼拉東運會活動主題曲《Live Up Our Dream》，其後隨其男友赴美國波士頓暫時定居一年。
2006年7月，回新加坡與好友楊筱芬共同發表英語散文集《Cathy & Jodie——公主與跳蚤》。同年9月，於新加坡濱海藝術中心再次參與英語音樂劇《紫禁城：慈禧太后的肖像》的演出。
2007年6月，受新加坡政府邀請，演唱新加坡國慶慶典主題曲《There's No Place I'd Rather Be》。同年8月，宣佈於新加坡偉達公關公司（Hill & Knowlton）擔任公關一職。

### 重返娛樂圈
2009年3月底，陳潔儀辭任公關公司的工作，正式重返娛樂圈，首次正式演出為聯同另外四位女歌手潘越雲、辛曉琪、 萬芳、林曉培於同年5月30日香港紅磡體育館舉行的《情牽女人心演唱會》。

2010年，她參與新加坡華語音樂劇《雨季》及香港電影《戀人絮語》的演出。
2011年1月25日，自資推出首張翻唱專輯《重譯》，同年2月12日與新加坡華樂團合作舉行《陳潔儀-我的音樂之旅》演唱會。同年10月13至15日於新加坡濱海灣金沙大劇院舉行三場第二次個人演唱會《陳潔儀想像空間演唱會》，並同時推出《重譯》專輯的香港edition——《重譯陳潔儀·重奏》專輯。
2012年2月10日，推出《想像空間 live》專輯，並於同年2月11至12日於香港會議展覽中心舉辦《陳潔儀X趙增熹傾城音樂會》。3月至8月，參與新传媒5頻道制作的選秀節目《The Final 1》，擔任第一季的評委。
2014年12月，她參加中國大陸湖南衛視的《我是歌手 (第三季)》。陳潔儀首集以慢歌《心動》出戰贏得觀眾好評，卻在現場大眾投票中排名末尾；雖第一集出戰失利，但在第二集陳潔儀依舊堅持自己藝術家音樂的本質，柔情地演唱張學友的歌曲《心如刀割》，雖然有觀眾感動到哀哭，可惜仍遭節目淘汰出局。但另一方面，從此節目中，更多觀眾得以認識並欣賞到陳潔儀動聽的歌聲，並支持她的復出。節目總製作人洪濤曾在節目中坦言，邀請陳潔儀來參加我是歌手是極其困難的事，從《我是歌手 (第一季)》時就邀請過，但陳潔儀以音樂不該拿來比賽的立場而不假思索地回絕，最終節目組的三顧茅廬與好友林志炫的開導下打動了認為音樂不該比賽的陳潔儀來參加。同參與第三季的歌手韓紅對陳潔儀極為讚賞，在節目中多次不吝言地表示對陳潔儀的喜歡及愛護，對其淘汰感到相當詫異，更承諾以後要寫一首歌給陳潔儀，對彼此音樂知音的證明。
2015年6月12、13兩日，在新加坡星宇藝術表演中心舉辦《著迷·陳潔儀(SPELLBOUND)演唱會》。兩小時半的表演內演唱了24首歌曲，其中包括了代表金曲，以及翻唱曲；透過聲光影營造迷幻空靈的氛圍，把觀眾帶入自己的私密音樂宇宙裡。12日演唱會尾聲更自曝去年因胃食道逆流而差點失去金嗓。恢復金嗓的陳潔儀對能再度引吭高歌而每天抱著感恩的心。
2015年7月12日，在上海大舞台舉辦《著迷·陳潔儀》巡回演唱會上海站。7月18日，在廣州體育館舉辦《著迷·陳潔儀》巡回演唱會廣州站。8月9日，再次參加新加坡國慶閱兵慶祝演出，並演唱《Home》。在採訪中表示這可能是她最後一次參與國慶閱兵慶祝演出。8月23日，受邀參加新加坡國慶群眾大會並演唱《Home》，成為首位在國慶群眾大會進行現場表演的藝人。
2015年10月2日，在香港紅磡體育館 「國慶青年音樂會」演唱 《心動》和《家》，這是她首次於新加坡以外地區獻唱《家》， 並說香港像是她的第二個家。10月13日，在上海 「2015雅詩蘭黛粉紅絲帶公益音樂會」演唱 《心動》、《喜歡妳》和《天冷就回來》。
2015年11月底，她在微博發表聲明表示近日市面所售賣的演唱會同名新專輯，是沒有得到授權而推出市面，因此向歌迷和消費者勿售買虛假新專輯。12月5日，在廣州參加2015音樂先鋒榜頒獎典禮，獲頒音樂先鋒榜2015年度24家電臺聯頒先鋒鉆石大獎。並在頒獎典禮上演唱的《著迷》，該曲獲得音樂先鋒榜2015年度港臺10大先鋒金曲獎項。同月15日，她在北京召開發布會，宣布與中國太合音樂集團旗下之太合麥田簽約，並表示將在2016年3月帶來新專輯的消息。
2016年1月26日，在微博發布單曲《天冷就回來2016》，由梁文福重新修改歌詞。同日在香港及新加坡發行《等。陳潔儀》EP。收錄翻唱的《等》及三首bouns曲目，包括《祝君好》（國語、粵語）、《終於》（志在四方II主題曲）。6月14日，在香港會議展覽中心舉辦《著迷·陳潔儀》巡回演唱會香港站。7月5日，在全亞洲推出轉投太合麥田後首張專輯《天堂邊緣》。
2016年9月10日，在新加坡室內體育館舉辦升級版《著迷·陳潔儀》巡回演唱會最終站。
2017年8月8日至8月20日，在新加坡濱海藝術中心第四度演出《紫禁城：慈禧太后的肖像》音樂劇，為陳潔儀最後一次參與演出。
2018年10月5日，在全亞洲推出25周年紀念專輯《A Time For Everything》。11月9日至10日，在濱海藝術中心舉辦25周年 A Time For Everything 演唱會，連唱兩場。
2019年4月，受劉松仁之邀演出其執導之天主教福傳音樂劇《利瑪竇》。表演獲得空前成功，全院滿座，好評如潮。
2019年7月25日，在香港會議展覽中心與馬來西亞歌手李幸倪及香港歌手江海迦舉行《網上行夢想系MOOV Live 陳潔儀×李幸倪×江海迦》演唱會，只演一場。
2019年11月3日於 TICC 台北國際會議中心 舉辦出道以來在台首次個人演唱會—《A Time for Everything 陳潔儀25年的綻放演唱會—台北場》。當晚陳更帶來23年來不曾公開演唱，被陳列為「不想再唱」的《別讓我恨你》，令苦候多年的台灣歌迷相當驚喜。
2020年1月，陳有份參演的音樂劇《利瑪竇》於香港文化中心大劇院載譽重演八場，所有場次均告滿座。
2020年8月，參與由新加坡音樂人Martin Tang領頭的組織「Shiokedelicnation」之企劃，與孫燕姿、插班生、Charlie Lim及新加坡眾音樂人合作錄製 Stevie Wonder 的 《Higher Ground》，並於多個網上平台發布。
2020年9月，於新加坡精神健康推廣組織「Beyond the Label」主辦之線上音樂會演出，表演《Bridge Over Troubled Water》一曲，寄語聽眾對正在渡過難關、與情緒病搏鬥的朋友伸出援手，給予支持。
2020年11月，與安進公司（Amgen）及新加坡骨質疏鬆症協會合作，開展以「Unbreakable Bond」為名之企劃。陳以骨質疏鬆症病患照顧者的身分，拍攝公益影片及參與Facebook分享會，公開自己照顧作為患者的母親的心路歷程，並向公眾宣導關注骨質疏鬆病患的重要性。
2021年，簽約齊鼓文化，同年3月推出單曲《最完美的距離》。同年再度推出三首單曲《總會再見》、《就夠了》、《誤解》。
2022年8月，在各大音樂平台發行《平行線》EP。收錄《最完美的距離》及《總會再見》、《就夠了》、《誤解》、《遠去那個他》（粵語）、《還會,不會》曲目

## 感情生活
媒體報道陳潔儀2012年與從事金融行業的圈外男友結婚，兩人於2017年離婚。但在2025年亞洲新聞臺節目"The Assembly"的訪談中， 陳潔儀澄清當年雖辦了“婚宴”但並沒有注冊結婚。

## 音樂作品
| 錄音室專輯 - 不要傷了和氣（1993年） - 心痛（1994年） - 逼得太緊（1995年） - 傷心（1996年） - 別讓我恨你（1996年） - 揭曉（1997年） - 有你愛過（1998年） - 入戲太深（1998年） - 炫耀（1999年） - 蘿拉（2000年） - 麻醉（2001年） - 異想世界（2002年） - 懂得（2003年） - 東彎土星（2004年） - 重譯（2011年） - 天堂邊緣（2016年） - A Time for Everything（2018年） EP - 家（1998年） - 等（2016年） - 平行線（2022年） | 精選專輯 - 那天那夜（2000年） - 最好（2000年） - 喜歡・潔儀・喜歡（2001年） - 新曲加精選（2004年） - 國語真經典（2005年） - 再愛一回（2008年） - 私房歌（2008年） - 等了又等（2009年） - 心頭歌（2009年） - 陳潔儀（2010年） - My Dream World（2010年） - 唱故事的人（2014年） 現場錄音專輯 - Music Is Live（與范曉萱及李樂詩合輯；1998年） - 就是陳潔儀演唱會（2002年） - 想像空間 Live（2012年） - 傾城 陳潔儀x趙增熹音樂會（2013年） 其他 - 指引 (2017年，新加坡電視劇吃饱没? 2主題曲） - 願愛堅定 (2023年，出道30周年紀念曲） - 落花如雨 (2025年，新加坡电视剧小娘惹之翡翠山主题曲) |

## 演出作品

### 電視劇
- 1996年：新加坡 新傳媒電視單元劇《第三類劇場---貓魂》
- 2000年：香港 TVB電視連續劇 -《妙手仁心II》飾 阮朗平（Dorothy）
- 2001年：新加坡報業傳信優頻道電視連續劇 -《勝券在握》飾 黃金好
- 2017年：新加坡 新傳媒Toggle網絡劇 -《我的甜蜜革命》飾 施語恬

### 電影
- 1999年：新加坡 國語電影 -《吃風》（客串演出）
- 2010年：香港 電影《戀人絮語》
- 2015年：新加坡 電影《石頭剪刀布》

### 舞台音樂劇
- 1997年：香港 粵語舞台音樂劇 -《雪狼湖》飾 寧玉鳳
- 1998年：香港 粵語舞台音樂劇 -《漫步人生路》飾 鄧小君
- 2002年：台灣 國語舞台音樂劇 -春河劇團《愛情有什麼道理》飾 梁靜君
- 2002年：香港 港荷多媒體舞台音樂劇 -《千里情牽》飾 潔
- 2002年：新加坡 英語舞台音樂劇 -《紫禁城：慈禧太后的肖像》飾 慈禧太后
- 2003年：台灣 國語舞台音樂劇 -春河劇團《愛情有什麼道理》飾 梁靜君
- 2003年：新加坡 英語舞台音樂劇 -《紫禁城：慈禧太后的肖像》飾 慈禧太后
- 2005年：中國大陸、香港、台灣和新加坡 國語舞台音樂劇 -《雪狼湖》飾 寧玉鳳
- 2006年：新加坡 英語舞台音樂劇 -《紫禁城：慈禧太后的肖像》飾 慈禧太后
- 2010年：新加坡 華語舞台音樂劇 -《雨季》飾 麗卿
- 2017年：新加坡 英語舞台音樂劇 -《紫禁城：慈禧太后的肖像》飾 慈禧太后
- 2019年：香港 粵語舞台音樂劇 -《利瑪竇》飾 麥小妹
- 2020年：香港 粵語舞台音樂劇 -《利瑪竇》飾 麥小妹
- 2022年：新加坡 英語舞台音樂劇 -《光耀建國路》飾 柯玉芝
- 2024年：中國大陸 國語舞台音樂劇 -《雄獅少年》飾 徐慧珍
- 2024年：香港 粵語舞台音樂劇 -《雄獅少年》飾 徐慧珍
- 2024年：香港 粵語舞台音樂劇 -《利瑪竇》飾 麥小妹

## 演唱會
| 日期                                       | 國家／地區           | 城市                 | 地點                    | 備註                 |
| 【就是陳潔儀】演唱會                       | 【就是陳潔儀】演唱會 | 【就是陳潔儀】演唱會 | 【就是陳潔儀】演唱會    | 【就是陳潔儀】演唱會 |
| ------------------------------------------ | -------------------- | -------------------- | ----------------------- | -------------------- |
| 2001年6月9日                               | 新加坡               | 新加坡               | 新加坡室內體育館        |                      |
| 【我的音樂之旅】演唱會                     |                      |                      |                         |                      |
| 2011年2月12日                              | 新加坡               | 新加坡               | 濱海藝術中心音樂廳      | 與新加坡華樂團合作   |
| 2011年2月13日                              | 新加坡               | 新加坡               | 濱海藝術中心音樂廳      | 與新加坡華樂團合作   |
| 【想像空間】演唱會                         |                      |                      |                         |                      |
| 2011年10月13日                             | 新加坡               | 新加坡               | 金沙酒店大劇院          |                      |
| 2011年10月14日                             | 新加坡               | 新加坡               | 金沙酒店大劇院          |                      |
| 2011年10月15日                             | 新加坡               | 新加坡               | 金沙酒店大劇院          |                      |
| 【傾城】音樂會                             |                      |                      |                         |                      |
| 2012年2月11日                              | 香港                 | 香港                 | 香港會議展覽中心        | 與趙增熹合作         |
| 2012年2月12日                              | 香港                 | 香港                 | 香港會議展覽中心        | 與趙增熹合作         |
| 【著迷】演唱會                             |                      |                      |                         |                      |
| 2015年6月12日                              | 新加坡               | 新加坡               | 星宇表演藝術中心        |                      |
| 2015年6月13日                              | 新加坡               | 新加坡               | 星宇表演藝術中心        |                      |
| 2015年7月12日                              | 中國大陸             | 上海                 | 上海大舞台              |                      |
| 2015年7月18日                              | 中國大陸             | 廣州                 | 廣州體育館              |                      |
| 2016年6月14日                              | 香港                 | 香港                 | 香港會議展覽中心        |                      |
| 2016年9月10日                              | 新加坡               | 新加坡               | 新加坡室內體育館        |                      |
| 【A Time for Everything 25年的綻放】演唱會 |                      |                      |                         |                      |
| 2018年11月9日                              | 新加坡               | 新加坡               | 濱海藝術中心音樂廳      |                      |
| 2018年11月10日                             | 新加坡               | 新加坡               | 濱海藝術中心音樂廳      |                      |
| 2019年11月3日                              | 台灣                 | 台北                 | TICC台北國際會議中心    |                      |
| MOOV Live                                  |                      |                      |                         |                      |
| 2019年7月25日                              | 香港                 | 香港                 | 香港會議展覽中心Hall5BC | 與李幸倪、江海迦合作 |
| 【再次點燃】演唱會                         |                      |                      |                         |                      |
| 2021年12月16日                             | 新加坡               | 新加坡               | 濱海灣金沙劇院          |                      |
| 2021年12月17日                             | 新加坡               | 新加坡               | 濱海灣金沙劇院          |                      |
| 2021年12月18日                             | 新加坡               | 新加坡               | 濱海灣金沙劇院          |                      |
| 2021年12月19日                             | 新加坡               | 新加坡               | 濱海灣金沙劇院          |                      |
| 【Little Things】演唱會                    |                      |                      |                         |                      |
| 2023年9月8日                               | 新加坡               | 新加坡               | 濱海灣金沙劇院          |                      |
| 2023年9月9日                               | 新加坡               | 新加坡               | 濱海灣金沙劇院          |                      |
| 2023年9月10日                              | 新加坡               | 新加坡               | 濱海灣金沙劇院          |                      |

## 派台歌曲成績
| 四台上榜歌曲最高位置 | 四台上榜歌曲最高位置 | 四台上榜歌曲最高位置 | 四台上榜歌曲最高位置 | 四台上榜歌曲最高位置 | 四台上榜歌曲最高位置 | 四台上榜歌曲最高位置                                  |
| -------------------- | -------------------- | -------------------- | -------------------- | -------------------- | -------------------- | ----------------------------------------------------- |
| 唱片                 | 歌曲                 | 903                  | RTHK                 | 997                  | TVB                  | 備註                                                  |
| 1995年               |                      |                      |                      |                      |                      |                                                       |
| 心痛                 | 心痛                 | 7                    | 12                   | /                    | /                    |                                                       |
| 心痛                 | 傷了和氣             | 12                   | /                    | /                    | /                    |                                                       |
| 逼的太緊             | 擔心                 | 2                    | /                    | /                    | /                    |                                                       |
| 逼的太緊             | 拔河                 | 25                   | /                    | /                    | /                    |                                                       |
| 逼的太緊             | 昨天                 | 17                   | /                    | /                    | /                    |                                                       |
| 1996年               |                      |                      |                      |                      |                      |                                                       |
| 傷心                 | 傷心                 | /                    | /                    | /                    | /                    |                                                       |
| 傷心                 | 約會                 | /                    | /                    | /                    | /                    |                                                       |
| 別讓我恨你           | 別讓我恨你           | /                    | /                    | /                    | /                    |                                                       |
| 1997年               |                      |                      |                      |                      |                      |                                                       |
| 雪狼湖               | 等了又等             | 2                    | 1                    | /                    | 1                    |                                                       |
| 揭曉                 | 失蹤                 | 8                    | 3                    | /                    | 6                    |                                                       |
| 揭曉                 | 揭曉                 | 5                    | 3                    | 3                    | 1                    |                                                       |
| 1998年               |                      |                      |                      |                      |                      |                                                       |
| 揭曉                 | 我怕                 | -                    | -                    | -                    | -                    |                                                       |
| 雪狼湖               | 兩個她的秘密理想     | -                    | 17                   | -                    | -                    | 與陳嘉露合唱                                          |
| 有你愛過             | 有你愛過我           | 10                   | 8                    | 17                   | 6                    |                                                       |
| 有你愛過             | 傷愛                 | -                    | 15                   | -                    | -                    |                                                       |
| 有你愛過             | 好說話               | -                    | 9                    | -                    | 9                    |                                                       |
| 入戲太深             | 想你                 | -                    | -                    | -                    | -                    |                                                       |
| 1999年               |                      |                      |                      |                      |                      |                                                       |
| 蘇永康的化粧間       | 來夜方長             | 1                    | 1                    | 9                    | 3                    | 與蘇永康合唱 電影《玻璃樽》主題曲 另派Revival Mix版本 |
| 炫耀                 | 炫耀                 | -                    | 12                   | 17                   | 10                   |                                                       |
| 2000年               |                      |                      |                      |                      |                      |                                                       |
| 最好                 | 天使吻               | -                    | -                    | -                    | -                    |                                                       |
| 最好                 | 早去早回             | 13                   | 1                    | 12                   | 1                    |                                                       |
| 最好                 | 最好                 | -                    | -                    | -                    | -                    |                                                       |
| 最好                 | 讓我愛下去           | -                    | -                    | -                    | -                    |                                                       |
| 2001年               |                      |                      |                      |                      |                      |                                                       |
| 麻醉                 | 麻醉                 | -                    | -                    | -                    | -                    |                                                       |
| 麻醉                 | 不知不覺             | -                    | -                    | 9                    | -                    | 與林保怡合唱                                          |
| 麻醉                 | 夜安                 | -                    | -                    | -                    | -                    |                                                       |
| 2004年               |                      |                      |                      |                      |                      |                                                       |
| 陳潔儀新曲加精選     | 分書                 | -                    | -                    | -                    | -                    |                                                       |
| 東彎土星             | 東彎土星             | -                    | -                    | -                    | -                    |                                                       |
| 2011年               |                      |                      |                      |                      |                      |                                                       |
| 重譯                 | 心動                 | -                    | 9                    | -                    | -                    | 翻唱林曉培作品                                        |
| 非專輯單曲           | 傾城                 | -                    | 10                   | -                    | -                    |                                                       |
| 2015年               |                      |                      |                      |                      |                      |                                                       |
| 等                   | 祝君好               | -                    | -                    | -                    | -                    | 翻唱張智霖作品 DBC華語歌曲流行指數：10                |
| 2016年               |                      |                      |                      |                      |                      |                                                       |
| 天堂邊緣             | 別問我為什麼愛你     | -                    | -                    | -                    | -                    |                                                       |
| 天堂邊緣             | 被風吹散的人們       | -                    | -                    | -                    | -                    |                                                       |

| 各台冠軍歌總數 | 各台冠軍歌總數 | 各台冠軍歌總數 | 各台冠軍歌總數 | 各台冠軍歌總數 |
| -------------- | -------------- | -------------- | -------------- | -------------- |
| 903            | RTHK           | 997            | TVB            | 四台冠軍歌總數 |
| 1              | 3              | 0              | 3              | 0              |

（/）表示沒有相關資料

## 主要獲獎
- 1994年9月：新加坡 YES933 醉心金曲獎 「傳媒推薦獎」
- 1995年9月：新加坡 YES933 醉心金曲獎 「最佳本地歌手」
- 1995年12月：民生報 金曲龍虎榜年度國語總排行 第六名 -《心痛》
- 1996年1月：香港 RTHK電台 第十八屆大中文金曲「最有前途新人獎」之「最佳歌唱技巧獎」
- 1996年1月：香港 新城電台「勁爆流行音樂獎」之「九五國語金曲獎 銀獎」 -《心痛》
- 1996年1月：香港 衛視音樂台Channel [V]年度排行「中文 Top 20」 -《擔心》
- 1997年5月：台灣 新聞局金曲獎「世界華人最佳國語女演唱人獎」
- 1997年：台灣 第八届金曲奖 「世界华人作品奖: 最佳女演唱人奖」
- 1997年12月：香港 TVB「十大勁歌金曲 97第四季入選金曲」 -《等了又等》
- 1998年1月：香港 新城電台勁爆「大躍進本地女歌手」
- 1998年1月：香港 TVB「十大勁歌金曲1997年度傑出表現獎」-金獎
- 1998年3月：香港 TVB「十大勁歌金曲 98第一季入選金曲」 -《揭曉》
- 1999年3月：香港 TVB「十大勁歌金曲 99第一季入選金曲」 -《來夜方長》
- 1999年11月：新加坡 YES933 新加坡金曲獎「最佳本地歌手」
- 2000年11月：新加坡 YES933 新加坡金曲獎「最佳本地歌手」
- 2000年11月：新加坡 紅星大獎「最佳電視劇主題曲獎」-《家事》
- 2000年12月：新加坡 YES933 新加坡金曲獎「2000年十大最受歡迎女歌手」第七名
- 2001年1月：香港 新城電台「最受歡迎之華語女歌手」
- 2001年1月：香港 新城電台「最受歡迎國語歌曲金曲」
- 2003年9月：新加坡 YES933 新加坡金曲獎「十年頂尖榮譽大獎歌手」
- 2011年：新加坡E乐大赏 「E乐傑出贡献奖(音乐)」
- 2012年11月：全球華語歌曲排行榜頒獎典禮「卓越歌手大獎」
- 2012年：新加坡 红星大奖「最佳電視劇主题曲獎」-《倔强》
- 2012年：第12届华语音乐传媒大奖 「最佳HIFI艺人」
- 2012年：第12届全球华语歌曲排行榜颁奖典礼 「流行乐坛卓越歌手奖」
- 2015年：中國大陸 第20屆QQ音樂年度盛典 「華語樂壇榮譽大獎」
- 2015年：中國大陸 Voice of ELLE「年度最具风尚音乐成就大奖」
- 2015年：中國大陸 音樂先锋榜24家電臺聯頒 「先鋒鑽石大獎」&「年度十大金曲《着迷》」
- 2016年：新加坡 红星大奖「最佳電視劇主题曲獎」-《終於》
- 2016年：中國大陸 第二十三屆東方風雲榜「華語五強新加坡最受歡迎歌手」& 亞洲風尚歌手」
- 2016年：中國大陸 酷音樂亞洲盛典「年度榮譽歌手」
- 2016年：中國大陸 亞洲新歌榜年度盛典「年度媒體推薦歌手」
- 2017年：中國大陸 東方風雲榜「新加坡最受歡迎歌手」&「年度風雲歌手獎」

## 外部連結
- KitChan.com
- Kit Cat Club
- 陳潔儀Kit Chan的Facebook專頁
- Kit Chan的Instagram帳戶
- Kit陳潔儀的新浪微博